# تشورنومورسك
تشورنومورسك (بالبيلاروسية: Чарнаморск) (إيليتشيفسك سابقا) هي مدينة ذات أهمية إقليمية في أوكرانيا، تقع في أوبلاست أوديسا، بلغ عدد سكانها 59,800  نسمة، تبلغ مساحتها 25 كيلومتر مربع، رمزها البريدي هو 68000.

## الموقع
تشترك في الحدود مع:
- أوديسا
- Ovidiopol Raion [الإنجليزية]‏.

## مدن توأم
المدن التوأم:
- تشَيڤ
- نارفا
- ماردو
- Qaradağ raion [الإنجليزية]‏
- بك أوغلي.